# Heberth Gutiérrez
Heberth Gutiérrez García (Roldanillo, Valle del Cauca, 13 de febrero de 1973) es un exciclista colombiano de ruta. Gutiérrez dirige actualmente el equipo de ciclismo "Indervalle Valle Oro Puro" de la liga de ciclismo del Valle del Cauca. Es el padre del ciclista Heberth Gutiérrez Rendón.

## Palmarés
1996
- Una etapa de la Vuelta a Colombia

1998
- 3.º en el Campeonato de Colombia de Ciclismo en Ruta
- Clásica Regatas de Lima, Perú[3][4]

1999
- Clasificación de las metas volantes de la Vuelta a Colombia
- Clasificación de las metas volantes del Clásico RCN
- 1 etapa de la Vuelta a Mendoza[5]

2001
- Clasificación de las metas volantes y una etapa en el Clásico RCN

2003
- Vuelta al Tolima, más una etapa, Colombia
- Tour de Río, más dos etapas, Brasil
- Campeonato de Colombia de Ciclismo Contrarreloj
- 3.º en el Campeonato de Colombia de Ciclismo en Ruta
- Clasificación General Final GP Mundo Ciclistico, más una etapa, Colombia
- Una etapa Vuelta a Colombia

2004
- Vuelta a Urabá, más una etapa, Colombia
- Una etapa de la Vuelta a Boyacá, Colombia
- 3.º en la Vuelta a Colombia y clasificación de la combinada más una etapa
- Una etapa Clásica Ciudad de Girardot, Colombia
- Una etapa Vuelta al Tolima, Colombia

2005
- Una etapa de la Clásica Nacional Marco Fidel Suárez, Colombia
- 2.º en el Campeonato de Colombia de Ciclismo en Ruta

2006
- Una etapa en CRE de la Vuelta a Colombia como parte del equipo EPM-Orbitel

2007
- Clasificación de las metas volantes, más una etapa del Clásico RCN

## Resultados en las grandes vueltas
| Carrera         | 2003 | 2004  |
| Tour de Francia | -    | -     |
| Giro de Italia  | -    | -     |
| Vuelta a España | -    | 111.º |

## Equipos
- Pony Malta - Avianca (1996)
- Petróleos de Colombia - Energía Pura (1997)
- Aguardiente Cristal - Chec (1999)
- Colombia - Selle Italia (2002)
- 05 Orbitel (2003)
- Café Baqué (2004)
- 05 Orbitel (2004-2005)
- EPM-Orbitel (2006)
- Tecos de la Universidad Autónoma de Guadalajara (2007)
- Indervalle Vida Centro (2009)
- Supergiros (2010-2012)
- Supergiros - Blanco Valle - Redetrans (2013)